# Taczanów Pierwszy
Taczanów Pierwszy – wieś w Polsce położona w województwie wielkopolskim, w powiecie pleszewskim, w gminie Pleszew.
W miejscowości działa UKS TACZANÓW "ŻAK", którego zawodnicy w 2009 roku wywalczyli w Rybniku brązowy medal Młodzieżowych Mistrzostw Polski Par Klubowych pokonując drużyny z czołówki ekstraligi żużla. 
W latach 1975–1998 miejscowość administracyjnie należała do województwa kaliskiego.